# Dianthidium arizonicum
Dianthidium arizonicum is een vliesvleugelig insect uit de familie Megachilidae. De wetenschappelijke naam van de soort is voor het eerst geldig gepubliceerd in 1916 door Rohwer.